# Rafael Rodríguez Arias
Rafael Rodríguez de Arias y Fernández de Villavicencio (San Fernando, 1820 – Madrid, 1892) fue un político y marino español.

## Biografía
Marqués consorte de Blegua. Contraalmirante en 1872. Comandante general de la escuadra del Mediterráneo. Fue capitán general de Filipinas en 1880. Fue ministro de Marina entre el 13 de mayo y el 31 de diciembre de 1874 en un gabinete Zabala; entre el 13 de enero y el 13 de octubre de 1883 y desde 10 de octubre de 1886 al 21 de enero de 1890, en gabinetes presididos por Sagasta con el cual compartía la pertenencia a la francmasonería y la oposición al submarino de Isaac Peral, sin embargo la intervención personal de la reina María Cristina a favor de Peral le obligó a cambiar de actitud y el Submarino Peral salió adelante. Rafael Rodríguez Arias también fue senador, vicepresidente del Consejo Supremo de Marina y tiene una calle muy larga dedicada en Bilbao.